# Victor Bolojan
Victor Bolojan (* 6. November 1922 in Aștileu, Kreis Bihor; † 19. Januar 2004) war ein rumänischer Politiker der Rumänischen Kommunistischen Partei PCR (Partidul Comunist Român) und Diplomat, der unter anderem zwischen 1957 und 1965 sowie erneut von 1969 bis 1975 Mitglied der Großen Nationalversammlung (Marea Adunare Națională) war. Zudem fungierte er zwischen 1976 und 1984 als Botschafter in Ungarn sowie von 1985 bis 1989 als Botschafter in Kuba und Nicaragua.

## Leben
Victor Bolojan besuchte die Grundschule bis zur siebten Klasse und begann 1937 eine Berufsausbildung zum Zimmerer in der Fabrik Refractara in Aștileu. Während des Zweiten Weltkrieges leistete er zwischen 1943 und 1944 Militärdienst in der ungarischen Armee. 1946 wurde er Mitglied der Kommunistischen Partei Rumäniens PCdR (Partidul Comunist din Romania). Im Februar 1949 wurde er Sekretär für Wirtschaft und sozialistischen Wettbewerb des Gewerkschaftskomitees von Aleșd und war danach zwischen 1949 und 1950 Sekretär eines Unterausschusses zur Überprüfung von Parteimitgliedern des Parteikomitees im Kreis Bihor. Nachdem er zwischen Februar und August 1950 eine Parteischule besucht hatte, war er zwischen 1950 und 1953 Erster Sekretär des Parteikomitees von Oradea. Anschließend fungierte er von 1953 bis 1956 als Sekretär für Landwirtschaft des Parteikomitees im Kreis Bihor sowie danach von Januar 1956 bis August 1958 als Präsident des Exekutivkomitees des Volksrates des Kreises Bihor, ehe er zwischen August 1958 und Mai 1960 Erster Sekretär des Parteikomitees von Oradea war. 1957 wurde er ferner erstmals Mitglied der Großen Nationalversammlung (Marea Adunare Națională) und vertrat dort zunächst den Wahlkreis Derna sowie im Anschluss von 1961 bis 1965 den Wahlkreis Tileagd. Er absolvierte ein Studium an einer juristischen Fakultät und war bis zum 5. August 1963 Erster Sekretär des Parteikomitees von Crișana, des sogenannten Kreischgebietes.
Nachdem Bolojan zwischen September 1963 und Juli 1965 ein Studium an der Parteihochschule der KPdSU „Wladimir Iljitsch Lenin“ absolviert hatte, wurde er am 11. Juli 1966 stellvertretender Leiter der territorialen Ausbildergruppe des Zentralkomitees (ZK). Anschließend fungierte er zwischen 1968 und dem 19. April 1973 als Erster Sekretär des Parteikomitees sowie zugleich als Präsident des Exekutivkomitees des Volksrates des Kreises Bihor. Er wurde auf dem Zehnten Parteitag der PCR (6. bis 12. August 1969) Mitglied des ZK der PCR und gehörte diesem Gremium bis zum Zwölften Parteitag der PCR (19. bis 23. November 1979) an. Darüber hinaus wurde er 1969 erneut Mitglied der Großen Nationalversammlung, in der er bis 1975 den Wahlkreis Nr. 4 Biharia vertrat. Er war zwischen dem 26. April 1973 und dem 25. November 1975 Sekretär für Organisation des Parteikomitees des Kreises Bihor.
Zuletzt wechselte Victor Bolojan in den diplomatischen Dienst und wurde am 25. August 1976 Botschafter in der Ungarischen Volksrepublik. Er verblieb auf diesem Posten bis zum 1. Juni 1984 und wurde daraufhin von Nicolae Vereș abgelöst. Am 4. März 1985 wurde er Botschafter in Kuba und behielt diese Funktion bis zum 5. April 1989. Zugleich war er zwischen dem 17. Juli 1985 und dem 5. April 1989 als Botschafter in Nicaragua akkreditiert.
Für seine langjährigen Verdienste wurde er mehrfach ausgezeichnet und erhielt unter anderem 1954 den Orden der Arbeit Dritter Klasse (Ordinul Muncii), 1957 den Stern der Volksrepublik Rumänien Fünfter Klasse (Ordinul Steaua Republicii Populare Române), 1959 den Orden 23. August Vierter Klasse (Ordinul 23. August), 1962 die Medaille der Arbeit (Medalia Muncii), 1967 den Orden Tudor Vladimirescu Vierter Klasse (Ordinul Tudor Vladimirescu) sowie 1971 den Stern der Sozialistischen Republik Rumänien Zweiter Klasse (Ordinul Steaua Republicii Socialiste România).